# Hollie Steel
Hollie Steel (Burnley, 1º luglio 1998) è una cantante e attrice britannica.
Nel 2009, all'età di dieci anni, fu una delle finaliste delle terza serie del reality show Britain's Got Talent. della rete televisiva ITV.
La sua prima audizione ebbe commenti prevalentemente positivi da parte di tutti i giudici dello spettacolo. Nella sua seconda comparsa, durante le semifinali, Steel dimenticò le parole della sua canzone e crollò sul palcoscenico. Ebbe tuttavia una seconda possibilità e completò la canzone senza problemi. Steel giunse in finale piazzandosi al seto posto.
Quindi, nell'estate del 2009, percorse il Regno Unito esibendosi in performance dal vivo con gli altri finalisti.
Nel settembre dello stesso anno Steel e famiglia diedero corpo all'etichetta BB5 Records e lei debuttò con il suo primo album, Hollie, che fu pubblicato nel maggio del 2010. Esso venne distribuito nel Regno Unito e a Hong Kong.
Steel pubblicò un secondo album alla fine del 2011, Hooray for Christmas, e all'inizio del 2012 il terzo, Children on the Titanic. Pubblicò poi il suo sesto single il 3 dicembre 2012, Fly, che fu distribuito in Italia con Casa Musica e Romina Arena.

## Singoli
| Anno | Titolo / Tracce addizionali (se presenti)          |
| ---- | -------------------------------------------------- |
| 2009 | Where Are You, Christmas?                          |
| 2010 | Edelweiss                                          |
| 2010 | I Could Have Danced All Night / O mio babbino caro |
| 2010 | When Christmas Comes To Town / O Holy Night        |
| 2011 | Pokarekare Ana                                     |
| 2012 | Fly                                                |
| 2016 | Patched & Sewn                                     |